# Mesochorella nigriceps
Mesochorella nigriceps är en stekelart som först beskrevs av Carl Gustav Alexander Brischke 1880.  Mesochorella nigriceps ingår i släktet Mesochorella och familjen brokparasitsteklar. Inga underarter finns listade i Catalogue of Life.